# Legalise Drugs & Murder
Legalise Drugs & Murder es un EP del grupo inglés de stoner/doom metal Electric Wizard. Fue lanzado en formato 7" a través de Rise Above Records el 31 de marzo de 2012, fecha en que fue vendido exclusivamente en un concierto de la banda en Londres. Una edición regular sería lanzada posteriormente, también en 7".

## Lista de canciones
| N.º | Título                    | Duración |  |
| 1.  | «Legalise Drugs & Murder» | 6:21     |  |
| 2.  | «Murder & Madness»        | 5:27     |  |